# Hemitomes congestum
Hemitomes
Genre
Espèce
Hemitomes congestum, l’Hémitome gnome, est une espèce de plantes à fleurs non chlorophylliennes de la famille des Éricacées. Présente dans les forêts de l'Ouest de l'Amérique du Nord, cette espèce parasite le réseau mycorhizien pour se nourrir. Il s'agit de l'unique espèce du genre Hemitomes.

## Description

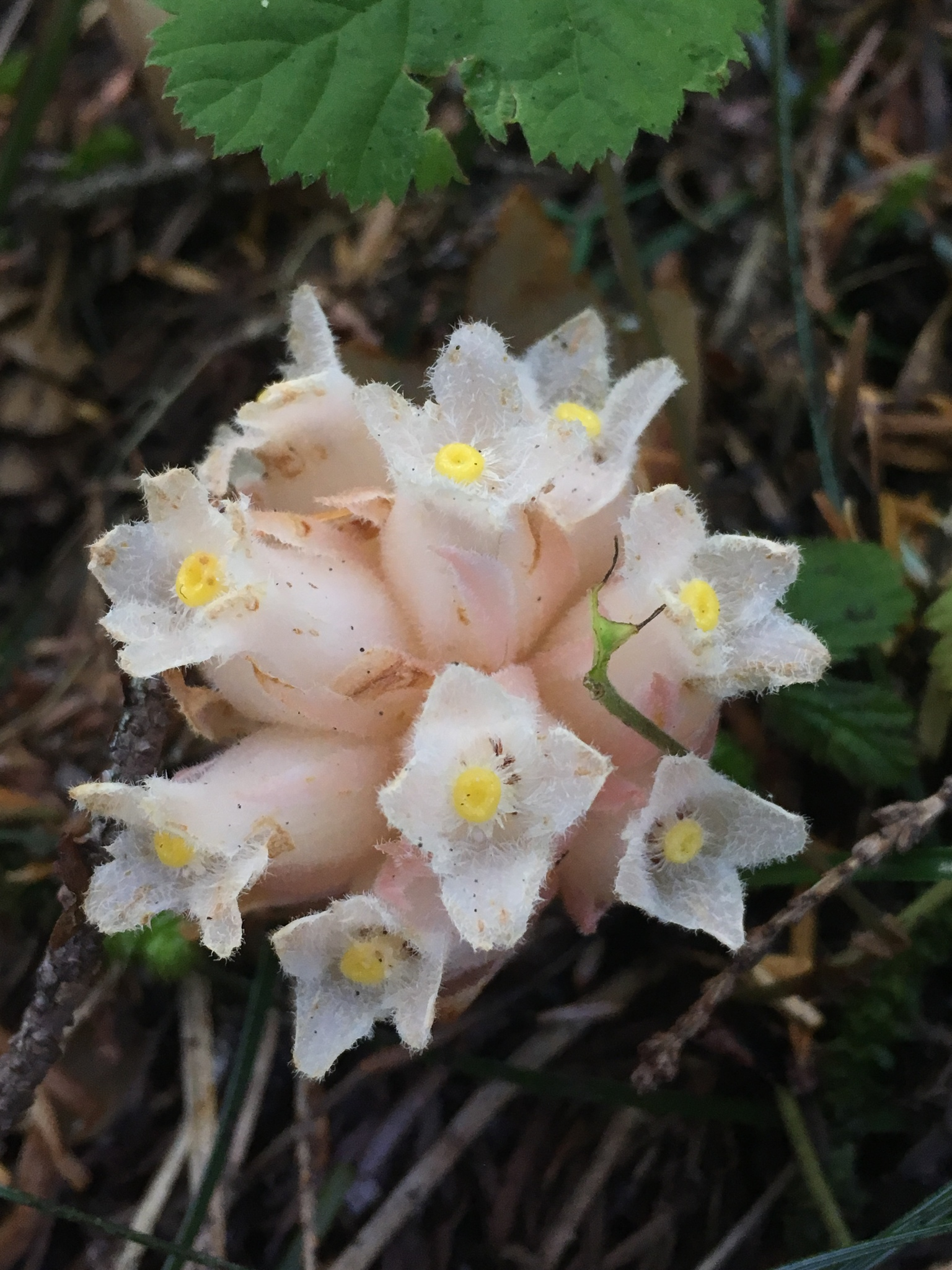
Hemitomes congestum (dans la Forêt nationale d'Okanogan-Wenatchee, dans l'État de Washington, aux États-Unis).

Hemitomes congestum est une plante vivace herbacée sans tige, qui forme dans la litière forestière des masses racinaires composées de courtes racines rhyzomateuses cassantes d'où émergent une ou plusieurs inflorescences charnues de 2 à 10 cm de diamètre. Ces dernières sont composées de bractées, de couleur blanche à jaunâtre ou rose-rougeâtre et couverte d'écailles éparses et épaisses, qui porte des fleurs densément groupées. Ces fleurs à symétrie radiale, sans sépales, aux pétales poilus déchiquetés jaunâtres ou rosâtres, sont garnies de 8 à 10 étamines, entre lesquels se trouvent des disques nectarifères et un grand stigmate jaune et arrondi. Le fruit est une baie de 1 cm de diamètre, blanche et charnue contenant de 25 à 100 graines ovoïdes minuscules munies d'une matière collante. L'inflorescence ne persiste généralement pas après la dispersion des graines,.

## Biologie
Les populations de l'Oregon (États-Unis) étudiées sont associées aux champignons du genre Hydnellum, par l'intermédiaire desquels elles absorbent la matière organique issue de la photosynthèse des arbres environnants. Il s'agit de mycohétérotrophie.
Cette espèce pratique l'autopollinisation aussi bien que la pollinisation entomophile, des bourdons ayant été signalés visitant les fleurs. La dispersion des semences s'effectue vraisemblablement par l’intermédiaire des animaux grâce à la matière collante qui recouvre les graines. 

## Distribution
Cette espèce rare se rencontre le long de la côte-ouest de l'Amérique du Nord, en Colombie-Britannique (Canada), dans l'État de Washington, l’Oregon et la Californie (États-Unis). Elle vit jusqu'à 2 700 m d'altitude dans les forêts denses et sombres de feuillus et de conifères à l'instar des forêts de Séquoias.

## Systématique
L'espèce se nomme en français « Hémitome gnome », en anglais gnome plant ou cone plant.
Hemitomes congestum a pour synonymes :
- Hemitomes pumilum Greene
- Hemitomes spicatum (A.Gray) A.Heller
- Hemitomes subterraneum (Eastw.) A.Heller
- Newberrya congesta (A.Gray) Torr.
- Newberrya congesta Torr. ex A.Gray
- Newberrya longiloba Small
- Newberrya pumila (Greene) Small
- Newberrya spicata A.Gray
- Newberrya subterranea Eastw.

### Hemitomes congestum
- (en) Catalogue of Life : Hemitomes congestum Gray (consulté le 11 juin 2021)
- (fr + en) EOL : Hemitomes congestum A.Gray (consulté le 8 mai 2020)
- (en) Flora of North America : Hemitomes congestum A.Gray  (consulté le 8 mai 2020)
- (fr + en) GBIF : Hemitomes congestum Gray (consulté le 11 juin 2021)
- (en) IPNI : Hemitomes congestum A.Gray  (consulté le 11 juin 2021)
- (en) IRMNG : Hemitomes congestum Gray (consulté le 11 juin 2021)
- (fr + en) ITIS : Hemitomes congestum A. Gray (consulté le 11 juin 2021)
- (en) NCBI : Hemitomes congestum A.Gray (taxons inclus) (consulté le 8 mai 2020)
- (en) POWO : Hemitomes congestum A.Gray (consulté le 11 juin 2021)
- (en) Tropicos : Hemitomes congestum A. Gray  (+ liste sous-taxons) (consulté le 11 juin 2021)
- (fr) VASCAN : Hemitomes congestum A. Gray (consulté le 11 juin 2021)
- (en) WCVP : Hemitomes congestum A.Gray (consulté le 11 juin 2021)
- (en) World Flora Online : Hemitomes congestum A. Gray (+descriptions) (consulté le 11 juin 2021)

### Hemitomes
- (en) Tropicos : Hemitomes A.Gray   (+ liste sous-taxons) (consulté le 8 mai 2020)
- (fr + en) ITIS : Hemitomes A.Gray (consulté le 8 mai 2020)
- (en) IRMNG : Hemitomes A.Gray (consulté le 8 mai 2020)
- (en) The Plant List : Hemitomes A.Gray  (consulté le 8 mai 2020)
- (en) Flora of North America : Hemitomes A.Gray  (consulté le 8 mai 2020)
- (en) NCBI : Hemitomes A.Gray (taxons inclus) (consulté le 8 mai 2020)
- (en) Catalogue of Life : Hemitomes A. Gray (consulté le 14 décembre 2020)
- (fr + en) GBIF : Hemitomes A.Gray (consulté le 8 mai 2020)
- (fr + en) EOL : Hemitomes A.Gray (consulté le 8 mai 2020)